# Summer Walker
Summer Marjani Walker (nascida em 11 de abril de 1996) é uma cantora e compositora americana de Atlanta, Georgia. Ela tem contrato com a LoveRenaissance (LVRN) e com a Interscope Records. Sua mixtape comercial Last Day of Summer foi lançada em 19 de outubro de 2018. Seu álbum de estreia, Over It, foi lançado em 4 de outubro de 2019 e foi aclamado universalmente pelos críticos.  O álbum estreou em segundo lugar no gráfico Billboard 200, que conta com 134.000 unidades de álbuns em sua primeira primeira semana de contagem. Summer Walker fez história quando seu álbum de lançamento alcançou a maior transmissão de lançamento de todos os tempos para uma artista de R&B. Walker também recebeu o "Melhor Artista Revelação" no 2019 Soul Train Music Awards.

## Biografia
Walker nasceu em Atlanta, Georgia, filha de um pai britânico e uma mãe americana, que eventualmente se divorciaram. De 2016 até 2018, Walker teve um pequeno negócio de limpeza, enquanto ela simultaneamente trabalhava como stripper em sua cidade natal. Ela aprendeu sozinha como tocar guitarra assistindo tutoriais no YouTube.

## Carreira Musical
Walker foi descoberta por uma mulher que tinha o mesmo nome que ela e trabalhava como gerente de um estúdio de um selo de Atlanta, LoveRenaissance. Em 19 de outubro de 2018, Summer Walker lançou sua mixtape de estreia comercial Last Day of Summer, apoiada por seu single principal "Girls Need Love". Seu álbum continha seus pensamentos sobre amor, dúvida, e feminilidade. No fim de 2018, ela saiu em turnê com 6LACK na From East Atlanta With Love Tour. Seguindo o sucesso de seu álbum, a Apple Music nomeou Summer Walker como a mais nova artista Up Next de 2019, e ela se tornou a 8ª artista de R&B ao redor do mundo pela Apple Music. Em 25 de janeiro de 2019, ela lançou seu primeiro EP chamado CLEAR, consistindo em quatro músicas com arranjo acústico. Em 27 de fevereiro de 2019, ela lançou o remix da sua música "Girls Need Love" com Drake.

## Discografia
| Título  | Detalhes | Melhor Posição | Melhor Posição | Melhor Posição | Melhor Posição | Melhor Posição | Melhor Posição | Melhor Posição | Melhor Posição |
| Título  | Detalhes | US             | USR&B/HH       | US R&B         | AUS            | CAN            | IRL            | NZ             | UK             |
| ------- | --- | -------------- | -------------- | -------------- | -------------- | -------------- | -------------- | -------------- | -------------- |
| Over It | - Lançamento: 4 de outubro de 2019 - Gravadora: LoveRenaissance, Interscope - Formatos: CD, LP, streaming, download digital | 2              | 1              | 1              | 17             | 4              | 32             | 16             | 7              |

### Mixtapes
| Título             | Detalhes | Melhor Posição | Melhor Posição | Melhor Posição | Melhor Posição |
| Título             | Detalhes | US             | USR&B/HH       | US R&B         | CAN            |
| ------------------ | --- | -------------- | -------------- | -------------- | -------------- |
| Last Day of Summer | - Lançamento: 19 de outubro de 2018 - Gravadora: LoveRenaissance, Interscope - Formatos: Streaming, digital download | 44             | 25             | 6              | 72             |

### Extended plays
| Título        | Detalhes                                                                                                  |
| ------------- | --- |
| Clear         | - Lançamento: 25 de janeiro de 2019 - Gravadora: LoveRenaissance, Interscope - Formatos: Digital download |
| Life On Earth | Lançamento: 10 de Julho de 2020                                                                           |

### Singles
| "CPR"                                                                               | 2018 | —  | —  | — | —  | —  | —  | —  | —  | —  |                               | Last Day of Summer           |
| "Girls Need Love"                                                                   | 2018 | —  | —  | 8 | —  | —  | —  | 25 | —  | —  | - RIAA: Platina - MC: Platina | Last Day of Summer           |
| "Girls Need Love (Remix)" (Com Drake)                                               | 2019 | 37 | 16 | 2 | 78 | 45 | 70 | 8  | 99 | 41 | - RIAA: Platina - MC: Platina | Last Day of Summer & Over It |
| "Playing Games"                                                                     | 2019 | 16 | 9  | 2 | 83 | 43 | 76 | 15 | —  | 25 |                               | Over It                      |
| "Stretch You Out" (feat. A Boogie wit da Hoodie)                                    | 2019 | 68 | 33 | 8 | —  | —  | —  | —  | —  | 70 |                               | Over It                      |
| "Come Thru" (Com Usher)                                                             | 2019 | 42 | 23 | 5 | —  | 65 | —  | 12 | —  | 42 |                               | Over It                      |
| "—" denota títulos que não entraram nas paradas ou não foram foram lançados no país |      |    |    |   |    |    |    |    |    |    |                               |                              |

### Outras canções que entraram nas tabelas musicais
| "Over It"                                                                      | 2019 | 90 | 40 | 11 | —  | Over It |
| "Body"                                                                         | 2019 | 73 | 36 | 9  | 35 | Over It |
| "Drunk Dialing...LODT"                                                         | 2019 | 79 | 39 | 10 | —  | Over It |
| "Potential"                                                                    | 2019 | 92 | 46 | 13 | —  | Over It |
| "Fun Girl"                                                                     | 2019 | —  | —  | 18 | —  | Over It |
| "Tonight"                                                                      | 2019 | —  | —  | 17 | —  | Over It |
| "Me"                                                                           | 2019 | —  | —  | 23 | —  | Over It |
| "Like It" (Com 6lack)                                                          | 2019 | —  | —  | 19 | —  | Over It |
| "Just Might" (feat. PartyNextDoor)                                             | 2019 | —  | —  | 16 | —  | Over It |
| "Off of You"                                                                   | 2019 | —  | —  | —  | —  | Over It |
| "Anna Mae"                                                                     | 2019 | —  | —  | —  | —  | Over It |
| "I'll Kill You" (feat. Jhené Aiko)                                             | 2019 | 68 | 29 | 7  | 27 | Over It |
| "Nobody Else"                                                                  | 2019 | —  | —  | 22 | —  | Over It |
| "—" denota títulos que não entraram nas paradas ou não foram lançados no país. |      |    |    |    |    |         |

### Como artista convidada
| Título         | Ano  | Outro artista(s) | Álbum           |
| -------------- | ---- | ---------------- | --------------- |
| "Summer Reign" | 2019 | Rick Ross        | Port of Miami 2 |
| "No Lames"     | 2019 | Kash Doll        | Stacked         |